# Pachytriton
Pachytriton, còn được gọi là sa giông đuôi mái chèo hay sa giông Trung Quốc, là một chi kỳ giông trong họ Kỳ giông. Chúng được tìm thấy ở đông nam Trung Quốc.

## Các loài
Có 10 loài:
- Pachytriton airobranchiatus Li, Yuan, Li, and Wu, 2018
- Pachytriton archospotus Shen, Shen, and Mo, 2008
- Pachytriton brevipes (Sauvage, 1876) — sa giông đuôi mái chèo đốm
- Pachytriton changi Nishikawa, Matsui, and Jiang, 2012
- Pachytriton feii Nishikawa, Jiang, and Matsui, 2011
- Pachytriton granulosus Chang, 1933
- Pachytriton inexpectatus Nishikawa, Jiang, Matsui, and Mo, 2011
- Pachytriton moi Nishikawa, Jiang, and Matsui, 2011
- Pachytriton wuguanfui Yuan, Zhang, and Che, 2016
- Pachytriton xanthospilos Wu, Wang, and Hanken, 2012